# اجی مجی لا ترجی
اَجی مَجی لا تَرَجی یک عبارت جادویی یا قطعه شعر در فارسی عامیانه است که هنگام انجام تردستی (شعبده‌بازی) یا برای شوخی و طنز بیان می‌شود.
به نوشتهٔ محمدرضا شفیعی کدکنی در رستاخیز کلمات، این عبارت و دیگر عبارات که کشش موسیقایی قوی، تجانس، و هم‌آوایی دارند اما فاقد ارتباط معنایی و عقلی هستند و از «زبان عزایم خوانان و ارباب سحر و جادو و مدعیان ارتباط با عالم غیب در میان مردم رواج دارند» دارای کیفیتی با عنوان جادوی مجاورت ساحرانه هستند و عامل موسیقایی آن‌ها (یعنی استفاده آن‌ها از توازن‌های صوتی در کلام) چنان قوی است که حافظه جمعی جامعه بی‌توجه به معنا و مفهوم این واژه‌ها در کنار هم از آهنگ و موسیقی موجود در آن‌ها لذت می‌برد.

## نوشتارهای مرتبط
- آبراهادابرا
- آبراکادابرا